# Archidiecezja Kurytyby
Archidiecezja kurytybska (łac. Archidioecesis Curitibensis) – archidiecezja rzymskokatolicka w Brazylii z siedzibą w mieście Kurytyba, stolicy stanu Parana.

## Historia
Diecezja Curitiba została erygowana 27 kwietnia 1892 r. konstytucją apostolską Ad universas Orbis Ecclesias  papieża Leona XIII jako sufragania archidiecezji Rio de Janeiro.
Diecezja powstała poprzez wyłączenie z terytorium diecezji São Paulo.
10 maja 1926 r. bullą Quum in dies numerus papieża Piusa XI została podniesiona do rangi archidiecezji.

## Biskupi i arcybiskupi

### Ordynariusze
- bp José de Camargo Barros (16 stycznia 1894 – 9 listopada 1903), następnie biskup São Paulo
- bp Duarte Leopoldo e Silva (1904–1906), następnie biskup São Paulo
- bp João Francisco Braga (27 października 1907 – 10 maja 1926), następnie arcybiskup Kurytyby
- abp João Francisco Braga (10 maja 1926 – 22 czerwca 1935)
- abp Ático Eusébio da Rocha (10 maja 1926 – 11 kwietnia 1950)
- abp Manoel da Silveira d’Elboux (11 kwietnia 1950 – 6 lutego 1970)
- abp Pedro Antônio Marchetti Fedalto (6 lutego 1970 – 19 maja 2004)
- abp Moacyr José Vitti, CSS (19 maja 2004 – 26 czerwca 2014)
- abp José Antônio Peruzzo (od 7 stycznia 2015)

### Biskupi pomocniczy
- Ignacy Krauze CM (1950–1963)
- Gabriel Paulino Bueno Couto OCarm (1954−1955)
- Jerônimo Mazzarotto (1957-1970)
- Pedro Antônio Marchetti Fedalto (1966–1970), następnie ordynariusz archidiecezji Kurytyba
- Albano Bortoletto Cavallin 1973-1986, następnie kolejno ordynariusz diecezji Guarapuava i archidiecezji Londrina
- Domingos Gabriel Wisniewski, CM (1975-1979), następnie ordynariusz diecezji Cornélio Procópio i diecezji Apucarana
- Ladislau Biernaski, CM 	1979-2006, następnie ordynariusz diecezji São José dos Pinhas
- Moacyr José Vitti, CSS 	1987-2002, następnie kolejno ordynariusz diecezji Piracicaba i arcybiskup kurytybski
- Sérgio Arthur Braschi (1998–2003), następnie ordynariusz diecezji Ponta Grossa
- Dirceu Vegini (2006−2010), następnie ordynariusz diecezji Foz do Iguaçu
- João Carlos Seneme, CSS (2007-2013), następnie ordynariusz diecezji Toledo
- Rafael Biernaski 	(2010-2015), następnie ordynariusz diecezji Blumenau
- José Mário Angonese (2013–2017), następnie ordynariusz diecezji Uruguaiana
- Francisco Cota de Oliveira (2017–2020), następnie ordynariusz diecezji Sete Lagoas
- Amilton Manoel da Silva CP (2017–2020), następnie ordynariusz diecezji Guarapuava
- Reginei José Modolo (od 2023)
- Adenis Roberto de Oliveira (od 2024)